# Krakowiak (Schiff)
ORP Krakowiak , (L115) war ein Geleitzerstörer der britischen Hunt-Klasse, der im Zweiten Weltkrieg der polnischen Exil-Marine von der Royal Navy zur Verfügung gestellt wurde. Das Kriegsschiff wurde ursprünglich als Silverton (L115) für die britische Marine gebaut, aber noch vor Fertigstellung an die polnische Marine übergeben.
Nach dem Kriegsende wurde das Schiff 1946 wieder an die Royal Navy zurückgegeben. Unter ihrem Ursprungsnamen blieb das Schiff bis 1959 in der Reserve und wurde ab März 1960 in Grays verschrottet.

## Geschichte des Schiffes
Die Krakowiak war ein Geleitzerstörer des Typs II der Hunt-Klasse. Sie wurde mit dem ersten Kriegsbauprogramm 4. September 1939 bei J. Samuel White in Cowes bestellt. Die Kiellegung des Neubaus erfolgte am 5. Dezember 1939 und am 4. Dezember 1940 der Stapellauf als HMS Silverton. Sie war das erste Schiff der Royal Navy mit diesem Namen nach einer Jagdhundrasse aus Devonshire. Das Schiff wurde am 28. Mai 1941 der polnischen Marine übertragen. Der überwiegende Teil der Besatzung stammte von dem zeitweise von den Polen betriebenen Zerstörer Ouragan, dessen Betrieb Ende April wegen mangelnder Zuverlässigkeit aufgegeben wurde.
Ein weiterer Teil der Ouragan-Besatzung ging zum bei Vickers Armstrong in Newcastle im Bau befindlichen Hunt-Zerstörer HMS Oakley, der auch von der polnischen Marine als ORP Kujawiak übernommen wurde.

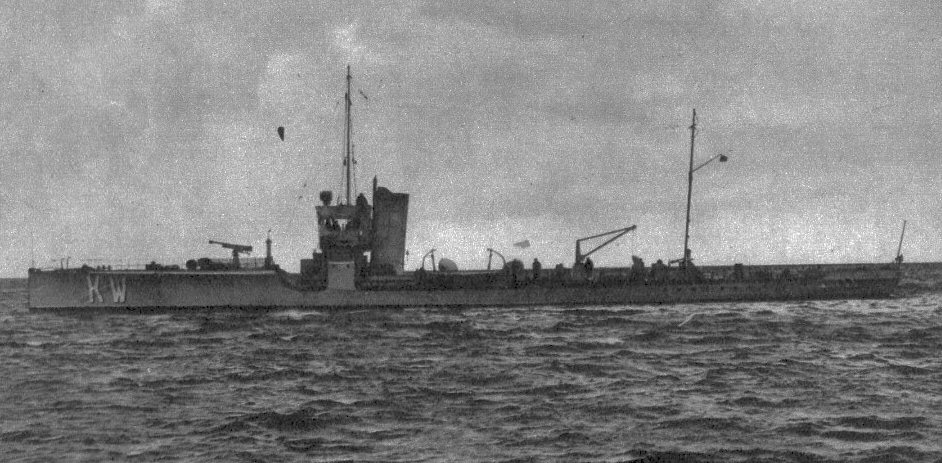
Kujawiak der A-56-Klasse

Die Silverton wurde am 28. Mai 1941 fertiggestellt und als ORP Krakowiak in Dienst gestellt. Sie war der erste von drei Hunt-Zerstörer, den die Polnische Marine in Dienst stellte. 

Den Namen Krakowiak hatte schon ein Torpedoboot der A-56-Klasse getragen, das als A 64 1918 von der Vulcan-Werft in Stettin fertiggestellt und im September 1921 mit zwei Schwesterbooten für die polnische Marine angekauft worden war. Das veraltete Boot wurde 1939 von den Deutschen versenkt.

### Einsätze

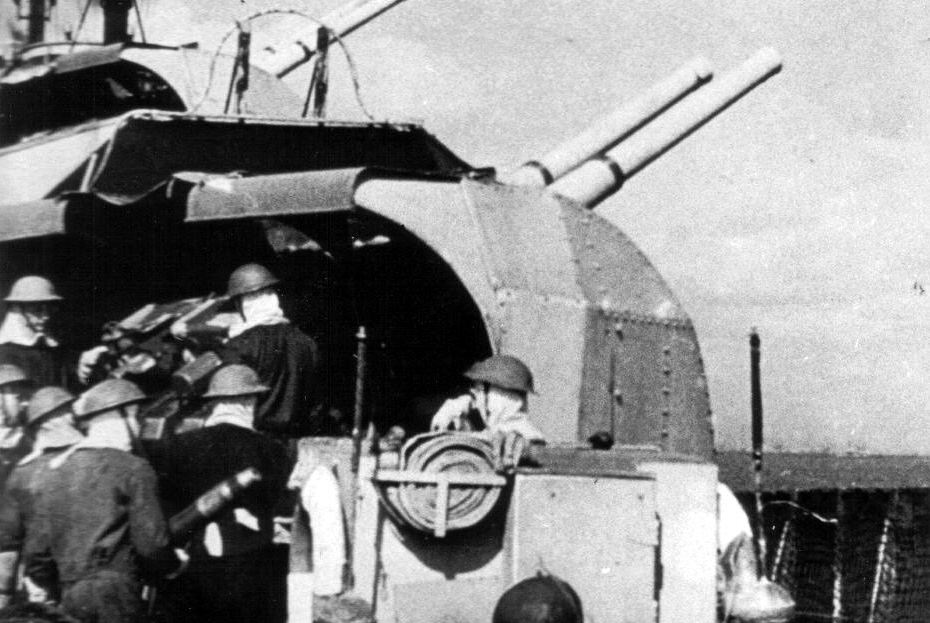
Die 4-inch-(102-mm)-Geschütze am Heck der Krakowiak

Zur Jahreswende 1941 gehörte die Krakowiak mit dem Schwesterschiff Kujawiak zu den Einheiten, die einen Kommandoangriff auf die Lofoten durchführten (Operation Anklet).
Mitte Juni 1942 lief der Geleitzerstörer zur Unterstützung der Sicherung des Konvois HG 74 aus, der durch U-Boote und aus der Luft schwer bedrängt wurde. Die Krakowiak bildete mit den britischen Zerstörern Wild Swan, Beagle und der Fregatte Spey eine Support Group, die am Abend des 17. Juni durch eine Staffel der K.Fl.Gr.106 angegriffen wurde, welche die Wild Swan beschädigten. Der Zerstörer ging durch die Kollision mit einem spanischen Trawler endgültig verloren.

In den Morgenstunden des 14. Oktober 1942 geriet die Kujawiak mit den Geleitzerstörern Fernie, Tynedale und Brocklesby im Kanal in ein Gefecht mit den Sicherungskräften des Hilfskreuzers Schiff 45 Komet, der schon von britischen MTB´s und anderen Teilen der britischen 1. Zerstörerflottille versenkt worden war. Von den M-Booten und vier T-Booten wurde die Brocklesby beschädigt.

Am 18. Dezember 1942 nahm die Krakowiak 330 Seemeilen westnordwestlich von Kap Finisterre auf der Position 44° 35′ N, 16° 28′ W 55 Überlebende des britischen Handelsschiffes Bretwalda auf. Das Dampfschiff war nach einem Torpedoangriff durch das deutsche U-Boot U 563 gesunken.

In der Nacht zum 6. März 1943 konnte die Krakowiak in der Nordsee den Angriff deutscher S-Boote auf einen britischen Konvoi unterbinden. Anschließend wurde das Schiff neugebildeten Escort Groups für Gibraltarkonvois zugeteilt, die wegen der geplanten Verschärfung des Druckes auf die Achsenmächte im Mittelmeer erhöhte Bedeutung bekamen. Die neuen Gruppen wurden aus den Sloops Wren und Woodpecker, dem Flottillenführer Douglas und den Geleitzerstörern Eggesford, Badsworth, Whaddon, Goathland und der Krakowiak gebildet. Sie mussten die Auslaufwege der deutschen U-Boote queren und befanden sich lange in der Reichweite der deutschen Luftwaffe. Im Juli 1943 gehörte die Krakowiak mit der Ślązak zu den großen Sicherungsverbänden bei der alliierten Landung an der Süd- und Südostküste Siziliens am 10. Juli, bei der die Mehrzahl der vorhandenen Hunt-Zerstörer im Einsatz war. 

Bei der folgenden Landung der 5. US-Armee in der Bucht von Salerno Anfang September gehörten die beiden polnischen Zerstörer zur Sicherung des die Landung unterstützenden Trägerverbandes von vier Geleitträgern und dem Leichten Träger Unicorn.
Mitte November 1943 gehörte die Krakowiak zu den Einheiten, die in der Ägäis die deutsche Rückeroberung des Dodekanes verhindern sollten. In der Nacht zum 11. November beschoss sie mit den britischen Zerstörern Petard und Rockwood Kalymnos. Am ´Morgen des 11. wurde die Rockwood bei einem Angriff der 5./KG.100 durch eine Gleitbombe Hs 293 schwer beschädigt und von Petard abgeschleppt. In der Nacht zum 16. beschossen Fury, Exmoor und Krakowiak Leros. Dennoch musste der britische Befehlshaber auf Leros schon am Nachmittag des 16. nach schweren Kämpfen mit 3200 britischen und 5350 italienischen Soldaten kapitulieren. In der folgenden Nacht sicherten Exmoor und Krakowiak die Insel Samos.
Im Dezember 1943 wurden Krakowiak und Ślązak der Hunt-Flottille der Mittelmeerflotte neben sechs britischen Hunt´s zugeteilt und in Malta stationiert. Von dort unterstützte sie Seeoperation an den italienischen Küsten.
Im April 1944 verlegte die Krakowiak nach Großbritannien, um an der geplanten Landung in Nord-Frankreich teilzunehmen. Sie wurde der Force G zugeteilt.
Während der Invasion in der Normandie wurde die Krakowiak den Unterstützungskräften für den Landungsabschnitt Gold zugeteilt neben drei britischen »Hunt«-Zerstörern, der 25. Flottille mit neun Zerstörern, dem niederländischen Kanonenboot Flores und vier Kreuzern. Sie führte den ersten Transport durch einen geräumten Korridor durch die Minenfelder zum Landungsabschnitt mit der Cattistock.
In der Nacht zum 10. Juni konnte die Krakowiak mit der norwegischen Glaisdale und dem Zerstörer Ursa einen Angriff des von Le Havre kommenden Flottentorpedoboots T 28 mit Möwe und Jaguar verhindern. In der Nacht verfolgte sie mit dem kanadischen Zerstörer Sioux, der Fregatte Duff und der 55. MTB-Flottille vergeblich sechs Schnellboote der 4. S-Flottille, die Minen gelegt hatte.
Die Erfolge der Alliierten führten im Oktober zur Verlegung der Krakowiak und Ślązak zur „16th Destroyer Flotilla“ nach Harwich. Die während der Invasionskämpfe nicht beschädigten polnischen Schiffe wurden mit fünf britischen Hunt-Zerstörern sowie der norwegischen Arendal zur Konvoisicherung und zur Überwachung der Nordsee und der Kanalzugänge eingesetzt.

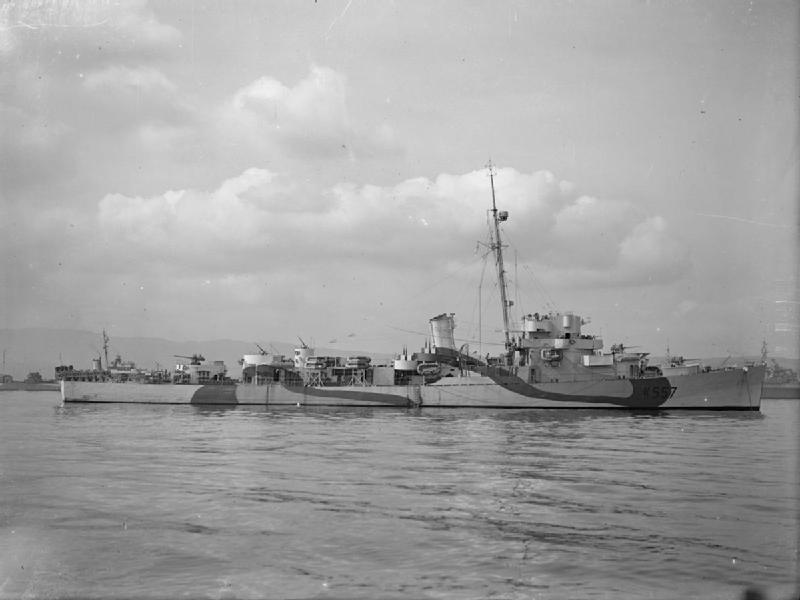
Die HMS Riou

In der Nacht zum 25. März 1945 führte die Krakowiak mit der norwegischen Arendal und der Fregatte Riou ein Gefecht mit deutschen Schnellbooten in der Nordsee.
Mit dem Kriegsende in Europa wurden die polnischen Geleitzerstörer nach Chatham (Kent) verlegt und neben der Sicherung von Militärgeleiten auch zur Unterstützung der alliierten Besetzung in Nordwest-Europa herangezogen. Am 27. Mai 1945 liefen Ślązak und Krakowiak als erste polnische Kriegsschiffe Wilhelmshaven an, das von der polnischen 1. Panzerdivision unter General Maczek erobert worden war und in dessen Nähe eine Polnische Besatzungszone entstand. Bis zum Ende des Jahres 1945 und zu Beginn des Jahres 1946 liefen die beiden Geleitzerstörer mehrfach deutsche Häfen an der Nordsee an.
Die Krakowiak nahm im Dezember 1945 an der Operation Deadlight teil und versenkte einige deutsche U-Boote.
Am 28. September 1946 wurde die ORP Krakowiak wieder an die Royal Navy zurückgegeben und blieb als HMS Silverton über elf Jahre in der Reserve in Harwich. Ein Versuch der polnischen Regierung, Ślązak und Krakowiak gegen ältere polnische Fahrzeuge einzutauschen, scheiterte 1947. Das Schiff wurde 1952 zur Fregatte umgestuft und erhielt die taktische Nummer F 55. Das 1959 ausgesonderte Schiff und wurde ab März 1960 in Grays verschrottet.

## Polnische Kommandanten
- 22. Mai 1941 – April 1942: komandor podporucznik[12] Tadeusz Gorazdowski
- April 1942: kapitan marynarki[13] Michał Rózański
- April 1942 – Juni 1943: kapitan marynarki Jan Tchórznicki
- 28. Juni 1943 – November 1944: kapitan marynarki Wszechwład Maracewicz
- 8. November 1944 – Januar 1946: kapitan marynarki Włodzimierz Łaskoczyński
- 4. Januar 1946 – ?: komandor podporucznik Paweł Żelazny

## Erläuterungen
1. ↑  ORP ist die Abkürzung für Okręt Rzeczypospolitej Polskiej und der Namenspräfix polnischer Schiffe. ORP bedeutet Kriegsschiff der Republik Polen.
2. ↑  In der polnischen Sprache bedeutet Krakowiak Krakauer, womit die Einwohner der Stadt als auch ein Volkstanz gemeint sind.
3. ↑  "During her career in the Polish Navy, from 288 days, Ouragan only 31 days spent in the sea, 63 spent in the harbour and 194 in the yard!!" auf  Archivlink (Memento vom 7. Juni 2011 im Internet Archive)
4. ↑  Rohwer: Chronik des Seekrieges. S. 205f.
5. ↑  Rohwer, S. 252f.
6. ↑  Rohwer, S. 336
7. ↑  Rohwer, S. 383
8. ↑  Rohwer, S. 400
9. ↑  Typ I: Atherstone, Cleveland; Typ II: Calpe, Liddesdale, Typ III: Catterick, Haydon
10. ↑  Rohwer, S. 455
11. ↑  Rohwer, S. 537
12. ↑  komandor podporucznik entspricht Kapitänleutnant
13. ↑  kapitan marynarki ist vergleichbar mit Oberleutnant zur See